# Kirovs'ke
Kirovskoe (in russo Кировское?; in ucraino Кіровське?, Kirovs'ke) o Chrestivka (in ucraino Хрестівка?; in russo Хрестовка?, Chrestovka) o Kirovs’ke (in ucraino Кіровське?; in russo Кировское?, Kirovskoe) è de iure una città dell'Ucraina dell'oblast' di Donec'k, situata nel regione storica del Donbass, ma dal 2014 è de facto occupata dell'autoproclamata Repubblica Popolare di Doneck, annessa unilateralmente dalla Russia nel 2022. Ha circa 27.000 abitanti.
La denominazione attuale è stata decisa nel 2016 dalle autorità ucraine, ma non è riconosciuta dalle autorità della Repubblica Popolare e russe, per le quali la città conserva il nome di Kirovs'ke (in ucraino Кіровське?; in russo Кировское?, Kirovskoe).